# 桂武男
桂 武男（かつら たけお、1906年 - 没年不詳）は、日本の俳優である。本名川浪 正夫（かわなみ まさお）。サイレント映画の時代の青年剣戟スターとして知られる。

## 人物・来歴
1906年（明治39年）、京都府京都市に生まれる。父もまた俳優であったが、芸名などは伝えられていない。
父のもとで幼少時から子役として舞台に立っていたが、満19歳になる1925年（大正14年）11月、日活大将軍撮影所に入社、同年12月31日に公開された日活の正月映画『赤城颪 国定忠次』（監督池田富保、主演尾上松之助）で、板割浅太郎役に抜擢されて出演、映画界にデビューした。ほぼ同時期に入社し、同年11月1日に公開された『荒木又右衛門』（監督池田富保、主演尾上松之助）に出演してデビューした、同い年の青年俳優・市川市丸（1906年 - 没年不詳）とともに、同社は、桂を大いに売り出した。翌1926年（大正15年）4月1日に公開された『実録忠臣蔵 天の巻 地の巻 人の巻』（監督池田富保）では、桂は浅野内匠頭、市丸は大石主税良金の役をそれぞれ抜擢されている。その後も多く主演し、櫻木梅子と共演した。しかしながら、内田岐三雄などは「市川市丸には未だ本當の藝が出來てゐないらしい。桂武男もそうである」と述べている。
1928年（昭和3年）6月、同社での共演者で当時満19歳の櫻木梅子（1908年 - 没年不詳）と結婚、夫婦ともども同社を退社、そろって谷崎十郎プロダクションに移籍、そのまま、同プロダクションの配給提携先である、牧野省三のマキノ・プロダクションに移籍する。1929年（昭和4年）7月25日、牧野省三が亡くなり、同年9月にマキノ正博を核とした新体制が発表になると、桂は、嵐冠三郎、荒木忍、南光明、根岸東一郎、谷崎十郎、阪東三右衛門、市川米十郎、東郷久義、市川幡谷、實川芦雁らとともに「俳優部男優」に、妻の梅子も「俳優部女優」にそれぞれ名を連ねた。その後、新体制下のマキノ・プロダクションは財政が悪化したが、妻とともに解散まで在籍し、1931年（昭和6年）8月、同社の解散とともに退社した。同社での最後の作品は、同年4月17日に公開された主演作『三日月次郎吉』（監督吉野二郎）であった。
名古屋の第一映画社が同年12月、トキワ映画社と改称したが、桂は同社に参加し、『素浪人弥太郎』等で明石緑郎の助演を務めた。満27歳を迎える1933年（昭和8年）6月1日に日活が配給して公開した、京都の太秦発声映画（あるいはゼーオースタヂオ）製作によるトーキー『楠公父子』（監督池田富保）に出演した記録が残っているが、同作以降の出演記録は見当たらない。
森本良夫によれば、第二次世界大戦においては、徴兵されて大陸の戦線におり、階級は上等兵であったという。戦後まもなくの時期は、捕虜としてシベリア連邦管区に抑留されたようである。以降の消息は不明である。没年不詳。

## フィルモグラフィ
クレジットはすべて「出演」である。公開日の右側には役名、および東京国立近代美術館フィルムセンター（NFC）、マツダ映画社所蔵等の上映用プリントの現存状況についても記す。同センターなどに所蔵されていないものは、とくに1940年代以前の作品についてはほぼ現存しないフィルムである。資料によってタイトルの異なるものは併記した。

### 日活大将軍撮影所
特筆以外すべて製作は「日活大将軍撮影所」、配給は「日活」、すべてサイレント映画である。
- 『赤城颪 国定忠次』[9]（『国定忠次』[1][5]『国定忠治』[6]） : 監督池田富保、製作日活・尾上プロダクション、1925年12月31日公開 - 板割浅太郎
- 『実録忠臣蔵 天の巻 地の巻 人の巻』 : 監督池田富保、1926年4月1日公開 - 浅野内匠頭、『忠臣藏 人の巻 地の巻』題・20分尺で現存（NFC所蔵[10]）
- 『忍術一夜大名』 : 監督高橋寿康、1926年5月13日公開 - 与茂作（主演）
- 『悲恋心中ヶ丘』 : 監督高橋寿康、1926年7月1日公開 - 倅 隼人（主演）
- 『侠骨三日月 前篇』 : 監督池田富保、製作日活・尾上プロダクション、1926年7月14日公開 - 白須龍太郎
- 『だゝっ児羅漢』（『駄々つ児羅漢』[6]『駄々っ児羅漢』[6][9]） : 監督高橋寿康、1926年9月10日（10月7日[6]）公開 - だゝっ児羅漢 松平長七郎（羅漢七郎[9]、主演）
- 『水戸黄門』 : 監督池田富保、補助監督辻吉郎、1926年10月15日公開（キネマ旬報大正15年度日本映画ベスト・テン第9位入選[7]） - 杉山軍三郎（杉山軍次郎[9]）
- 『修羅王 前後篇』 : 監督池田富保、1926年12月31日公開 - 島田主馬
- 『大義』[5][9][18]（『大葬』[6]） : 監督波多野安正、1927年1月8日公開 - 西凋院高道（主演）
- 『千葉周作』 : 監督辻吉郎、1927年1月14日公開 - 小金井小次郎
- 『狂暴児』 : 監督波多野安正、1927年2月15日公開 - 我孫子柳之助（主演）
- 『紅筆地獄』 : 監督波多野安正、1927年3月20日公開 - 弟 新三郎
- 『大久保彦左衛門』 : 監督池田富保、1927年4月15日公開 - 岡部三十郎
- 『断魔閃刃』 : 監督若山治、1927年5月29日公開

- 『礫』 : 監督長尾史録、製作東亜キネマ等持院撮影所、配給東亜キネマ、1927年6月7日公開 - 役名不明（「桂武夫」表記[5][6]）

- 『辰巳嵐』 : 監督波多野安正、1927年6月15日公開
- 『地雷火組 第一篇』 : 監督池田富保、1927年7月14日公開 - 峰山次郎、『地雷火組』題・8分尺の短縮版が現存（マツダ映画社所蔵[17]） / 『地雷火組』題・31分尺の短縮版が現存（NFC所蔵[19]）
- 『地雷火組 第二篇』 : 監督池田富保、1927年7月22日公開 - 峰山次郎、同上[17][19]
- 『討れぬ仇』 : 監督若山治、1927年7月31日公開 - 其子正一郎
- 『増補改訂忠臣蔵 天の巻 地の巻 人の巻』 : 監督池田富保、1927年9月1日公開 - 浅野内匠頭
- 『髑髏組』 : 監督中山呑海、1927年9月24日公開 - 安達四郎（主演）

### 日活太秦撮影所
すべて製作は「日活太秦撮影所」、配給は「日活」、すべてサイレント映画である。
- 『建国史 尊王攘夷』[5][8]（『尊王攘夷』[9]） : 監督池田富保、監督補清瀬英次郎、1927年10月1日公開 - 一橋大納言慶喜、120分尺で現存・『尊王攘夷』題でDVD発売（日本名作劇場）
- 『大願成就』 : 監督若山治、1927年11月3日公開 - 中村新太郎（主演）
- 『転婚二重』 : 監督波多野安正、1927年11月18日公開 - 大井多門（主演）
- 『弥次㐂多 尊王の巻』 : 監督池田富保、1927年12月31日公開 - 川島佐太郎、12分尺で現存（マツダ映画社所蔵[17]）
- 『弥次㐂多 韋駄天の巻』 : 監督池田富保、1928年1月14日公開 - 川島佐太郎、8分尺で現存（マツダ映画社所蔵[17]）
- 『狂笑』 : 監督若山治、1928年2月1日公開 - 要之助
- 『弥次㐂多 伏見鳥羽の巻』 : 監督池田富保、1928年2月1日公開 - 川島佐太郎、14分尺で現存（マツダ映画社所蔵[17]） / 23分尺の短縮版が現存（NFC所蔵[19]）
- 『喧嘩の極意』 : 監督中山呑海、1928年2月9日公開 - 主演
- 『兄弟?』 : 監督高橋寿康、1928年2月9日公開
- 『千姫』 : 監督辻吉郎、1928年2月15日公開 - 右大臣秀頼
- 『続水戸黄門』 : 監督池田富保、1928年4月15日公開 - 松平讃岐守、24分尺で現存（マツダ映画社所蔵[17]）
- 『高杉晋作』 : 監督若山治、1928年5月25日公開 - 毛利長門守

### マキノプロダクション御室撮影所

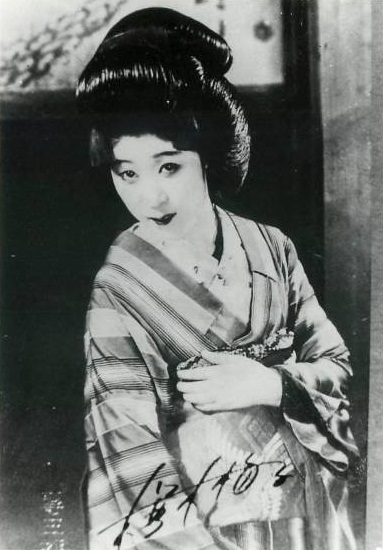
妻の櫻木梅子、1927年（昭和2年）、満19歳ころの写真。

特筆以外すべて製作は「マキノプロダクション御室撮影所」、配給は「マキノ・プロダクション」、すべてサイレント映画である。
- 『剣龍之助』 : 監督大森敬典（大森敬興）、製作谷崎十郎プロダクション、配給マキノプロダクション、1928年8月4日公開
- 『兇状持』 : 監督・原作・脚本人見吉之助、1928年10月20日公開 - 手代清三郎（主演）
- 『隼六剣士 前篇』 : 監督金森萬象、原作・脚本寿々喜多呂九平、1929年1月5日公開 - 都賀沼晋九郎平宗方
- 『隼六剣士 後篇』 : 監督金森萬象、原作・脚本寿々喜多呂九平、1929年1月10日公開 - 都賀沼晋九郎平宗方
- 『水戸黄門 東海道篇』 : 総監督・原案マキノ省三、監督・脚本中島宝三、1929年2月1日公開 - 松前讃岐守
- 『韋駄天金太』 : 監督勝見正義、原作・脚本村岡義雄、1929年2月15日公開 - 篠原紋之助
- 『大化新政』 : 総監督・原案マキノ省三、監督補助二川文太郎・稲葉蛟児・金森萬象・マキノ正博・松田定次・中島宝三・押本七之助・吉野二郎、脚本瀬川與志、1929年3月1日公開 - 古人大兄
- 『豊大閤 足軽篇』 : 総指揮・立案マキノ省三、監督・脚本中島宝三、1929年3月21日公開 - 前田犬千代
- 『破軍星 前後篇』 : 監督吉野二郎、原作行友李風、脚色並木鏡太郎、1929年4月7日（3月30日[6]）公開 - 由利謹之助
- 『女定九郎』 : 監督吉野二郎、原案指導マキノ省三、脚本瀬川與志、1929年4月14日公開 - 笠井惣助
- 『後の水戸黄門』[5]（『続 水戸黄門 山陽道篇』[5]） : 指揮マキノ省三、監督・原作・脚本中島宝三、1929年5月17日公開
- 『弥次喜多 第三篇』 : 監督マキノ正博、脚本村岡義雄、1929年6月14日（6月1日[5]）公開
- 『怪談道中双六』 : 監督・原作押本七之輔（押本七之助）、脚本白浜巽、1929年10月24日公開 - 八郎兵衛
- 『怪談 狐と狸』[8][10]（『狐と狸』[5]） : 監督吉野二郎、脚本杉本九一郎、1929年11月8日公開 - 巳之助（主演）、『怪談 狐と狸』題・33分尺で現存（NFC所蔵[10]）
- 『奴浪人』 : 監督中島宝三、脚本若思瑠璃雄、1929年11月22日公開 - 浅野長矩
- 『弥次喜多 京の巻』 : 監督吉野二郎、脚本八田尚之、1930年1月15日公開 - 惣七
- 『吉原百人斬』 : 総指揮マキノ正博、監督・脚本中島宝三、原案石崎彦一、1930年6月6日公開 - 化粧坂三四郎
- 『藤馬は強い』 : 監督勝見正義、原作湊邦三、脚色大山泰、1930年6月20日公開 - 弟仙之助
- 『近世毒婦伝 明治五人女』（『明治五人女』[6]） : 監督・原作吉野二郎、脚本杉本九一郎・多原光三、1930年7月6日公開
- 『ぶらいかん長兵衛』 : 監督・原作・脚本並木鏡太郎、1930年8月1日公開
- 『浜松屋 弁天小僧』 : 監督・脚本吉野二郎、1930年10月3日公開 - 伜幸之助
- 『里見八剣伝』 : 監督吉野二郎、原作宝井馬琴、1931年1月5日公開 - 犬川荘助
- 『真田十勇士』（『真田十勇士 第一篇』[6]） : 製作マキノ正博、監督金森萬象・稲葉蛟児・滝沢英輔・三上良二・久保為義、原作八田尚之、脚本藤田潤一、1931年1月15日公開
- 『幕末風雲記 堀新兵衛の巻 新門辰五郎の巻 清水次郎長の巻』 : 監督マキノ正博・稲葉蛟児・久保為義、脚本藤田潤一・中川信夫、1931年1月30日公開
- 『処女爪占師』 : 監督吉野二郎、原作吉川英治、脚本日夏英太郎、1931年2月13日公開 - 伊奈三四郎
- 『血ろくろ伝記 前篇』（『血ろくろ伝奇』[6]『血ろくろ傳奇』[10]） : 監督金森萬象、原作土師清二、脚本仁礼傀太郎（仁礼槐太郎[6]）、1931年3月6日（3月7日[6]）公開 - 生田甚之助（阿波候落胤）、『血ろくろ傳奇』題・65分尺で現存（NFC所蔵[10]）
- 『塩原多助』 : 監督吉野二郎、脚本滝河虹二（滝川虹二）、1931年3月27日公開 - 主演
- 『紅蝙蝠』（『紅蝙蝠 前篇』[6]） : 監督勝見正義、原作長谷川伸、脚本日夏英太郎、1931年3月13日公開
- 『三日月次郎吉』 : 監督・原作・脚本吉野二郎、1931年4月17日公開

### 中京映画ほか
特筆以外すべてサイレント映画である。
- 『素浪人弥太郎 前篇』 : 監督森本登良男・矢内政治、製作トキワ映画・中京映画、配給中京映画、1932年1月5日公開
- 『素浪人弥太郎 後篇』 : 監督森本登良男・矢内政治、製作トキワ映画・中京映画、配給中京映画、1932年1月29日公開
- 『恋人の娘』[5][6]（『悪人の娘』[1]） : 監督森本登良男・矢内政治、製作・配給中京映画、1932年製作・公開

- 『楠公父子』[6][9]（『楠正成』[5]） : 監督池田富保、製作太秦発声映画（ゼーオースタヂオ[9]）、配給日活、トーキー、1933年6月1日[5][9]（6月8日[6]）公開 - 新田義助[5]（野鍛冶屋の弟子 佐五郎[6]）